# Donne sbagliate
Donne sbagliate è una miniserie televisiva italiana del 2007 diretto da Monica Vullo.

## Trama
Silvia Soriani (Nancy Brilli), vedova di un commercialista colluso con la camorra appena suicidatosi, viene arrestata dalla polizia e accusata dal commissario Puglisi (Roberto Farnesi) e dal giudice Corelli (Massimo Bellinzoni) di complicità col camorrista Franco Maresco (Ben Gazzara) che rapisce il figlio della donna. In carcere incontra tre detenute: Anna (Virna Lisi), Giulia (Manuela Arcuri) ed Elvira (Cosima Coppola), anch'esse vittime di Maresco; con loro metterà in atto un piano per trovarlo e ucciderlo.